# Foxiphalus fucaximeus
Foxiphalus fucaximeus är en kräftdjursart som beskrevs av Jarrett och Edward Lloyd Bousfield 1994. Foxiphalus fucaximeus ingår i släktet Foxiphalus och familjen Phoxocephalidae. Inga underarter finns listade i Catalogue of Life.